# Фибрилация
Фибрилацията (от латински: fibrillatio) е физиологичен процес, състоящ се от бързи нередовни и несинхронизирани съкращения на мускулните влакна.
Тя е особено опасна, когато засяга мускулните влакна на сърцето, тъй като това води до нарушаване на нормалната сърдечна честота. Сърдечната фибрилация най-често е атриална, засягаща предсърдията, или вентрикуларна, засягаща вентрикулите. Фибрилации възниквати в скелетните мускули, като те са невидими и често нямат патологичен характер.